# Liefde is een kaartspel
Liefde is een kaartspel is een nummer van Lisa Del Bo. Het was tevens het nummer waarmee ze België vertegenwoordigde op het Eurovisiesongfestival 1996 in de Noorse hoofdstad Oslo.
Wegens de grote expansie van het Eurovisiesongfestival in de voorbije jaren, kwam men met een nieuw concept: alle landen moesten zich via een voorronde achter gesloten deuren kwalificeren. Hierin slaagde Lisa Del Bo vlotjes: ze werd twaalfde, terwijl de eerste 22 liedjes mochten deelnemen aan het festival. Op het festival zelf werd ze uiteindelijk zestiende, met 22 punten. Dit was niet genoeg om België te mogen laten deelnemen in Eurovisiesongfestival 1997, waardoor Mélanie Cohl haar pas in 1998 opvolgde op het Eurovisiesongfestival.

## Resultaat
| Plaats | Land        | Artiest         | Titel                   | Punten |
| ------ | ----------- | --------------- | ----------------------- | ------ |
| 15     | Polen       | Kasia Kowalska  | Chçe znać swój grzech   | 31     |
| 16     | België      | Lisa Del Bo     | Liefde is een kaartspel | 22     |
| 16     | Zwitserland | Kathy Leander   | Mon coeur l'aime        | 22     |
| 18     | Slowakije   | Marcel Palonder | Kým nás máš             | 19     |